# Megadytes
Megadytes é um género de escaravelho da família Dytiscidae.
Este género contém as seguintes espécies:
- Megadytes australis
- Megadytes carcharias
- Megadytes ducalis
- Megadytes fallax
- Megadytes fraternus
- Megadytes giganteus
- Megadytes glaucus
- Megadytes laevigatus
- Megadytes latus
- Megadytes magnus
- Megadytes marginithorax
- Megadytes robustus